# Le Documentaire, un autre cinéma

Le Documentaire, un autre cinéma est un ouvrage du critique de cinéma Guy Gauthier publié pour la première fois en 1995. Il a depuis été régulièrement réédité et traduit dans plusieurs langues.

## Sujet du livre
Critique de cinéma, auteur de monographies de cinéastes, Guy Gauthier traite avec ce livre du cinéma documentaire, dont il observe d’emblée qu’il occupe un statut social mineur par rapport au « cinéma de fiction », tout en critiquant les incertitudes terminologiques qui nourrissent cette opposition classique entre documentaire et fiction.
Après avoir cherché à définir ce que pourrait être le cinéma documentaire, l'auteur propose en premier lieu une approche historique des grandes périodes : 1870–1900 (la préhistoire du documentaire), 1900–1930 (le temps de l’image-reine), 1930–1960 (à la recherche de la parole), 1960–1990 (la parole en direct). 
Il introduit ensuite une analyse du processus d'élaboration d'un film documentaire, depuis le projet jusqu’au montage en passant par le tournage, avant de réfléchir au statut du spectateur.
La dernière partie du livre dresse « le partage du territoire » documentaire. Guy Gauthier réfléchit sur la pertinence des classifications dans lesquels on cherche à enfermer les différents « types » de documentaire, les « créneaux » dans lesquels voudraient s’inscrire tels ou tels films : « documentaire romancé », « documentaire ethnographique », « essai cinématographique », « documentaire mémoriel »... Cet essai de typologie s’accompagne d'une trentaine de « séances » où l’auteur se livre à une succincte analyse de films documentaires majeurs dont Sans soleil de Chris Marker, Délits flagrants de Raymond Depardon ou Les Maîtres fous de Jean Rouch.

## Éditions françaises
- Nathan, 1995
- Armand Colin, 2000, 2005, 2008